# Aventine
Albums de Agnes Obel
Philharmonics
(2010) Citizen of glass
(2016)
Singles
1. The Curse
Sortie : 20 août 2013
2. Fuel To Fire
Sortie : 20 septembre 2013
3. Dorian
Sortie : 16 décembre 2013
4. Aventine
Sortie : 31 mars 2014
5. Words Are Dead
Sortie : 18 juillet 2014

Aventine est le deuxième album de la chanteuse danoise Agnes Obel. L'album est sorti le 30 septembre 2013. Un single The Curse était sorti auparavant le 20 août 2013.
L'album a été notamment no 1 en Belgique et au Danemark, où il est certifié disque d'or.
Une édition Deluxe 2 CD paraît en 2014, avec trois nouvelles chansons, des titres en live à Berlin et Paris, et deux remixes.

## Liste des morceaux
| No  | Titre                  | Durée |
| --- | ---------------------- | ----- |
| 1.  | Chord Left             | 2:30  |
| 2.  | Fuel To Fire           | 5:29  |
| 3.  | Dorian                 | 4:48  |
| 4.  | Aventine               | 4:08  |
| 5.  | Run Cried The Crawling | 4:26  |
| 6.  | Tokka                  | 1:30  |
| 7.  | The Curse              | 5:53  |
| 8.  | Pass Them By           | 3:31  |
| 9.  | Words Are Dead         | 3:46  |
| 10. | Fivefold               | 1:59  |
| 11. | Smoke & Mirrors        | 2:57  |

| Édition Deluxe, CD 2 | Édition Deluxe, CD 2             | Édition Deluxe, CD 2 | Édition Deluxe, CD 2 | Édition Deluxe, CD 2 | Édition Deluxe, CD 2 | Édition Deluxe, CD 2 | Édition Deluxe, CD 2 | Édition Deluxe, CD 2 | Édition Deluxe, CD 2 |
| No                   | Titre                            | Durée                |                      |                      |                      |                      |                      |                      |                      |
| -------------------- | -------------------------------- | -------------------- | -------------------- | -------------------- | -------------------- | -------------------- | -------------------- | -------------------- | -------------------- |
| 1.                   | Under Giant Trees                | 5:24                 |                      |                      |                      |                      |                      |                      |                      |
| 2.                   | Arches                           | 3:24                 |                      |                      |                      |                      |                      |                      |                      |
| 3.                   | September Song                   | 3:23                 |                      |                      |                      |                      |                      |                      |                      |
| 4.                   | Run Cried The Crawling (Live)    | 5:04                 |                      |                      |                      |                      |                      |                      |                      |
| 5.                   | Chord Left (Live)                | 2:32                 |                      |                      |                      |                      |                      |                      |                      |
| 6.                   | Fuel To Fire (Live)              | 5:07                 |                      |                      |                      |                      |                      |                      |                      |
| 7.                   | Aventine (Live)                  | 4:27                 |                      |                      |                      |                      |                      |                      |                      |
| 8.                   | Words Are Dead (Live)            | 4:10                 |                      |                      |                      |                      |                      |                      |                      |
| 9.                   | The Curse (Live)                 | 6:44                 |                      |                      |                      |                      |                      |                      |                      |
| 10.                  | Dorian (Daniel Matz Rework)      | 3:52                 |                      |                      |                      |                      |                      |                      |                      |
| 11.                  | Fuel To Fire (David Lynch Remix) | 4:31                 |                      |                      |                      |                      |                      |                      |                      |
| 48:38                |                                  |                      |                      |                      |                      |                      |                      |                      |                      |